# 蜻蜓角驼蝶螺
蜻蜓角驼蝶螺（学名：Creseis acicula）是翼足目真有壳翼足亚目驼蝶螺科角駝蝶螺屬的一种。

## 分佈
主要分布于台湾，常栖息在浅海沙底。